# Приміський пасажир
«Приміський пасажир» (англ. The Commuter) — фантастичне оповідання американського письменника Філіпа К. Діка. Уперше видане в серпні-вересні 1953 року видавництвом «Ziff-Davis Publishing Company» у журналі «Amazing Stories». Увійшло до збірки «Книга Філіпа К. Діка» (англ. The Book of Philip K. Dick) 1973 року, до другого тому «Зібраної короткої прози Філіпа К. Діка» 1987 року.
У 2017 році за мотивами оповідання вийшов однойменний епізод телесеріалу «Електричні сни Філіпа К. Діка».
Українською мовою оповідання видане «Видавництвом Жупанського» у 2023 році в другому томі «Повного зібрання короткої прози» Філіпа К. Діка в перекладі Ігоря Гарніка.

## Сюжет
Втомлений невисокий чоловік приходить на столичний вокзал штату, щоб придбати проїзний до Мейкон Гайтс. Касир Ед Джейкобсон пояснює йому, що такого міста не існує. Пасажир починає сперечатися, але раптово зникає.
Наступного дня Джейкобсон розповідає про дивний випадок своєму начальнику Бобу Пейну. Приблизно в той самий час, що й напередодні, невисокий чоловік знову з’являється на вокзалі. Цього разу Джейкобсон приводить його до кабінету Пейна. Пейн уважно вислуховує пасажира, який виявляється Ернстом Крітчетом, бухгалтером страхової компанії «Бредшоу». Пейн припускає, що Мейкон Гайтс може бути за тридцять миль від столиці штату. Однак карта підтверджує, що такого місця не існує. Зрештою, Крітчет знову щезає. Того ж дня Пейн відвідує свою дівчину Лору Нікольз і просить її пошукати інформацію про Мейкон Гайтс у бібліотечних архівах і записах окружного суду, додаючи, що він сам спробує знайти це місце.
Наступного ранку Пейн сідає на потяг до Джексонвілля, що знаходиться трохи далі, ніж місце, де, як вважається, має бути Мейкон Гайтс. Він розпитує провідника про це загадкове місто, але той уперше чує таку назву. У Джексонвіллі Пейн пересідає на потяг Б, який, за словами Крітчета, сполучає Мейкон Гайтс зі столицею штату. І саме на зворотному шляху Пейн раптом зауважує щось дивне: поїзд несподівано зупиняється в Мейкон Гайтс, а в розкладі це місце тепер зазначене як зупинка між Джексонвіллем і Льюїсбурґом на відстані рівно тридцяти миль від столиці штату. На зупинці з потяга зіскакує високий чоловік. Він крокує через темне поле, прямуючи до смуги сірої пелени, й зникає в імлі. Пейн теж намагається вийти, кидаючись до дверей, але потяг уже набирає швидкість, і він змушений залишитися. 
Повернувшись до столиці штату, Пейн отримує звіт від Лори: Мейкон Гайтс планувався як передмістя з житловою забудовою, але через один голос у міській раді цей проєкт відхилили. 
Пейн хоче все ж таки побачити таємниче передмістя на власні очі. Він викликає таксі та поспішає на вокзал. Дорогою він помічає, що страхова компанія Крітчета несподівано з’явилася серед будівель міста.
Прибувши до Мейкон Гайтс, Пейн спілкується з місцевими мешканцями. Місто здається звичайним. Проте він усвідомлює, що поява страхової компанії Крітчета свідчить про те, що альтернативна реальність, у якій Мейкон Гайтс був затверджений, поступово зливається з його світом. Несподівано Пейна охоплює тривога: чи будуть вони з Лорою в безпеці? Він поспішає додому, дорогою зауважуючи дедалі більше змін. У квартирі Пейн знаходить Лору, яка тепер є його дружиною та їхнього сина. Відчуття змін поволі згасає, і він приймає нову реальність.

## Телевізійна адаптація
Телесеріал «Електричні сни Філіпа К. Діка» включає третій епізод, заснований на оповіданні. У цьому епізоді зіграв Тімоті Сполл.

## Видання українською мовою
- Дік, Філіп. К. Повне зібрання короткої прози. Том 2 / Пер. з англ.: Ігор Гарнік, Єгор Поляков. — Київ: Видавництво Жупанського, 2023. — (Ad Astra) — 592 с. ISBN 978-617-7585-69-4
  - Приміський пасажир (з 59 с. по 72 с.; переклав Ігор Гарнік)

## Зауваги
1. ↑  Дані взято з видання: Філіп К. Дік. Повне зібрання короткої прози. Том 2, Видавництво Жупанського, 2023